# Дюркетти, Морис
Мори́с Дюркетти́ (фр. Maurice Durquetty) — французский пелотист, серебряный призёр летних Олимпийских игр 1900.
На Играх Дюркетти вместе с другим французом Эчегараем соревновался в баскской пелоте. Всего был один матч против испанцев (Хосе де Амесола и Вильота), который испанская команда выиграла.